# Noel Dorr
Noel Dorr (* 1. November 1933 in Limerick) ist ein ehemaliger irischer Diplomat.

## Leben
Dorr besuchte das St. Nathy's College in Ballaghaderreen und studierte an der National University of Ireland und an der Georgetown University in Washington, D.C.
Im Laufe seines Studiums erhielt er einen Bachelor of Commerce (B.Comm.) und einen Master of Arts (M.A.). Im Jahr 1960 begann er im diplomatischen Dienst des irischen Außenministeriums tätig zu werden. Während seiner diplomatischen Karriere war er unter anderem von 1960 bis 1962 Dritter Sekretär an der irischen Botschaft in Brüssel, von 1962 bis 1964 Erster Sekretär an der irischen Botschaft in Washington, D. C. Nach mehreren Posten innerhalb des irischen Außenministeriums wurde er von 1980 bis 1983 der Ständige Vertreter Irlands bei den Vereinten Nationen in New York City. In dieser Zeit war er von 1981 bis 1982 irischer Repräsentant in Sicherheitsrat der Vereinten Nationen und fungierte als solcher von April bis Mai 1981 als Präsident des Sicherheitsrates. Von 1983 bis 1987 war Dorr der irische Botschafter im Vereinigten Königreich. Danach war er von 1987 bis zu seinem Ruhestand 1995 Generalsekretär im irischen Außenministerium.
In Anbetracht seiner Leistungen als Diplomat wurde Dorr von der irischen Regierung zu verschiedenen Verhandlungen entsandt. Unter anderem wurde er nun der irische Vertreter bei den Verhandlungen zum Vertrag von Amsterdam (1996–1997) sowie beim Vertrag von Nizza (2000). Am 30. Juni 2001 wurde ihm die Ehrendoktorwürde Doctor of Laws von der National University of Ireland, Galway verliehen.
Im Jahr 2005 wurde er zum Vorsitzenden des Governing Body der National University of Ireland, Galway gewählt. Dorr ist Mitglied des Irish Times Trust sowie des Irish School of Ecumenics Trust. Seit 2008 ist er Mitglied der Royal Irish Academy.
Im Mai 2010 veröffentlichte er das Buch Ireland and the United Nations.

## Schriften
- Ireland and the United Nations: Memories of the Early Years (2010)